# Le Bar-sur-Loup
Le Bar-sur-Loup é uma comuna francesa na região administrativa da Provença-Alpes-Costa Azul, no departamento Alpes Marítimos. Estende-se por uma área de 14,47 km², com  2543 habitantes, segundo os censos de 1999, com uma densidade de 175 hab/km².